# Indicko-pákistánská válka (1971)
Indicko-pákistánská válka 1971 byla vojenským konfliktem mezi Indii a Pákistánem. Indické, bangladéšské a mezinárodní zdroje považují za začátek války operaci Čingischán, pákistánský preemptivní útok na 11 indických leteckých základen. Válka skončila během 13 dní a je považována za jednu z nejkratších v historii. V průběhu války se indické a pákistánské jednotky střetly na východní i západní frontě. Válku ukončila kapitulace Východního velitelství Pákistánských ozbrojených sil 16. prosince 1971, po níž následovalo odtržení Východního Pákistánu co by nezávislého Bangladéše. Podle odhadů bylo během války zabito mezi 2 až 3 miliony civilistů a čtyři sta tisíc žen znásilněno pákistánskou armádou.[zdroj⁠?!] Deset milionů lidí uprchlo ze země do sousední Indie.

## Vypuknutí války ve Východním Pákistánu
Nová válka byla vyvolána na druhé straně indických hranic. Pákistán se snažil potlačit povstání ve vznikajícím Bangladéši. Probíhaly masakry příslušníků Lidové fronty a do pohybu se dalo až 10 milionů uprchlíků. Z Bangladéše odcházeli do Indie, což se příliš nelíbilo Indiře Gándhíové a po bezúspěšném vyžadovaní uklidnění situace se rozhodla pro zásah vojenskou silou v Pákistánu. Ten chtěl využít momentu překvapení a 3. prosince 1971 letecky zaútočil na základny v Indii, ta však byla připravena a útok úspěšně odrazila.
Indie pak provedla invazi do Východního Pákistánu, který byl 16. prosince definitivně zbaven pákistánských vojsk. O 4 dny později musel abdikovat Jahjú Chán a moci se chopil Zulfikár Alí Bhutto. Jahjú Chán pak byl 5 let v domácím vězení.

## Uzavření míru
Mír je mezi Gándhíovou a Bhuttem uzavřen ve dnech 28. června až 2. července 1972 v Simle na základě dohody, která řeší věc hranic Indie a Pákistánu pouze dočasně. Dělicí čára bude nazývána „Line control“, spor bude řešen pouze bilaterálně. Státy se zavázaly dodržovat linii „Line control“ dokud nepřinesou konečné řešení. Indie na rozdíl od Pákistánu souhlasí s pozorovateli OSN, ale neuznává jejich soudní pravomoci. Dalším bodem dohody byla repatriace pákistánských válečných zajatců a výměna civilního obyvatelstva mezi Bangladéšem a Pákistánem. Pro tyto potřeby následně OSN zřídila letecký most (většina z deseti milionů uprchlíků se sice vrátila, ale pouze do Bangladéše, leteckého mostu využilo málo lidí).